# Treasure Island (Floride)
Pour les articles homonymes, voir Treasure Island.
Treasure Island est une île du golfe du Mexique abritant une ville américaine située dans le comté de Pinellas, en Floride.

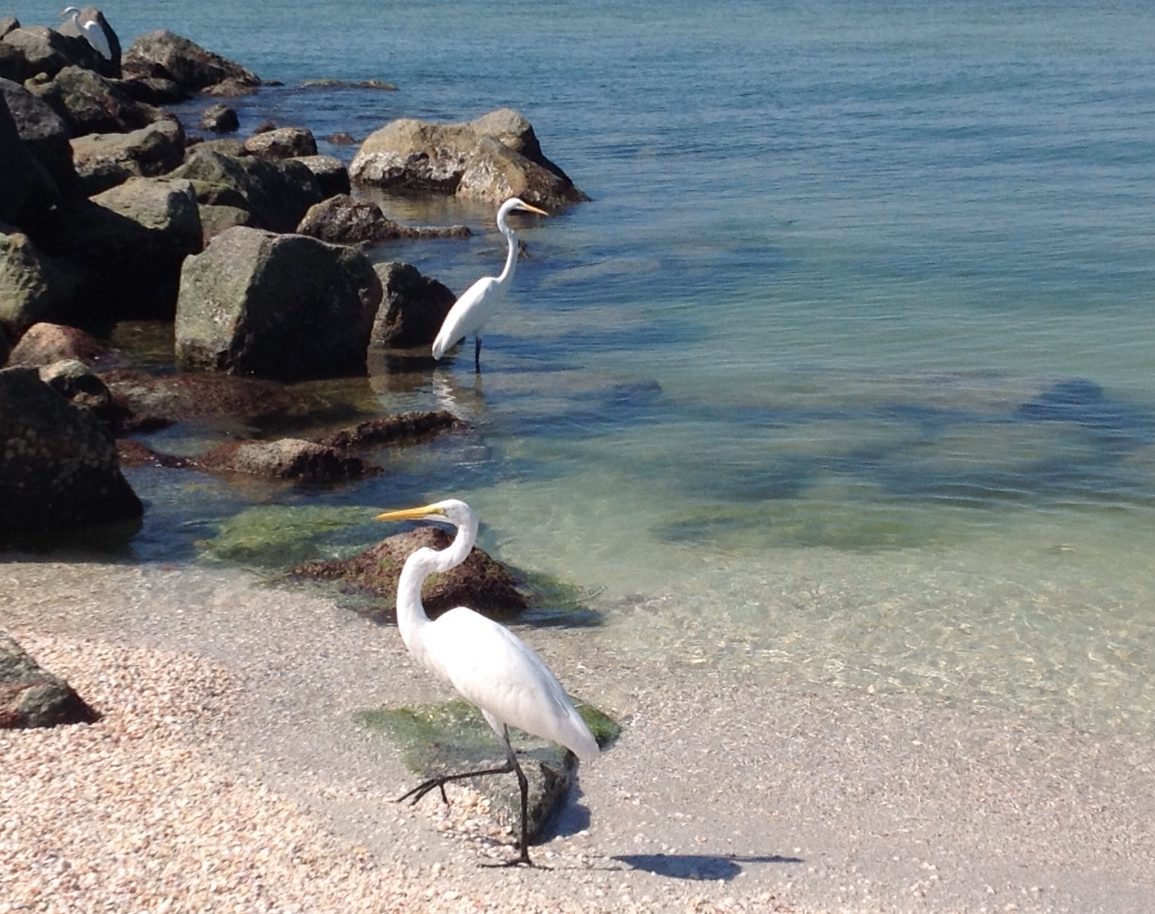
Aigrettes à Treasure Island, Floride

## Démographie
| 1950 | 1960  | 1970  | 1980  | 1990  | 2000  |
| ---- | ----- | ----- | ----- | ----- | ----- |
| 75   | 3 506 | 6 120 | 6 316 | 7 266 | 7 450 |

| 2010  | - | - | - | - | - |
| ----- | - | - | - | - | - |
| 6 705 | - | - | - | - | - |